# جک دیکین
جک دیکین (انگلیسی: Jack Deakin; ۲۹ سپتامبر ۱۹۱۲ – ژانویه ۲۰۰۱ (aged 88)) بازیکن فوتبال اهل بریتانیا بود.
از باشگاه‌هایی که در آن بازی کرده‌است می‌توان به باشگاه فوتبال برادفورد سیتی اشاره کرد.